# German Timofejew

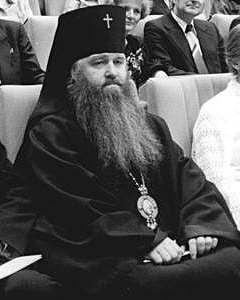
Erzbischof German 1987 in Berlin anlässlich der 750 Jahr Feier.

German Timofejew (russisch Герман Тимофеев, geboren als Генна́дий Евгеньевич Тимофеев Gennadi Jewgenjewitsch Timofejew; * 11. November 1937 in Taschkent, UdSSR) ist russisch-orthodoxer Erzbischof von Wolgograd und Kamyschin (Russland). Zwischen 1970 und 1974 war er Bischof von Wien und Österreich.

## Werdegang
German Timofejew trat 1955 in das Geistliche Seminar in Saratow und ein Jahr später in das Geistliche Seminar in Leningrad ein, welches er 1962 abschloss. Während seiner Studienzeit absolvierte er zwei Jahre Armeedienst. Am 19. Dezember 1965 empfing er die Mönchsweihe durch den Metropoliten Nikodim Rotow, sieben Tage später die Weihe zum Mönchsdiakon durch den Bischof von Saraisk Juwenali und am 26. Mai 1966 die Weihe zum Mönchspriester durch den Metropoliten von Leningrad Nikodim.
1966 beendete er die Geistliche Akademie in Leningrad mit dem Titel eines Kandidaten der Theologie und lehrte dann dort Dogmatik und Kanonisches Recht. Nur ein Jahr später wurde er zum Assistenten des Inspektors der Geistlichen Akademie in Leningrad und schließlich selbst Inspektor. 1968 war er Rektor der Akademie.
Nach seiner Erhebung zum Archimandriten am 12. September 1967 erfolgte am 6. Dezember 1968 in der Kirche der Akademie zum. Hl. Johannes dem Theologen die Bischofsweihe durch den Metropoliten von Leningrad und Nowgorod Nikodim unter der Mitwirkung des Erzbischofs von Iwanowo und Kineschma Feodosi, der Bischöfe von Archangelsk und Cholmogory Nikon, von Dmitrow Filaret, von Saraisk Juwenali und von Podolsk Germogen.
Er wirkte zunächst als (Titular-)Bischof von Tichwin in der Diözese Leningrad, bis er am 25. Juni 1970 Bischof von Wien und Österreich wurde, vier Jahre darauf Bischof von Vilnius und Litauen und am 10. April 1978 Bischof von Tula und Beljow. Am 9. September 1983 erfolgte seine Erhebung zum Erzbischof. Nachdem er am 29. Juli 1986 zum Erzbischof von Berlin und Mitteleuropa und Exarchen des Patriarchen von Mitteleuropa ernannt wurde, wurde er am 31. Januar 1990 mit Auflösung des Exarchats zum Erzbischof von Berlin und Leipzig und ein Jahr später Erzbischof von Wolgograd und Kamyschin.

## Auszeichnungen
- Orden des hl. Sergius von Radonesch, 2. Klasse (1980)
- Orden des hl. Apostelgleichen Großfürsten Vladimir, 2. Klasse (1987)
- Orden der Ehre (2000)
- Orden des hl. Metropoliten von Moskau Makarij (2003)
- Verdienstorden für das Vaterland (2008)